# Krokuta
Krokuta (Crocuta) – rodzaj drapieżnych ssaków z podrodziny hien (Hyaeninae) w obrębie rodziny hienowatych (Hyaenidae). 

## Zasięg występowania
Rodzaj obejmuje jeden żyjący współcześnie gatunek występujący w Afryce. 

## Morfologia
Długość ciała (bez ogona) 125–160 cm, długość ogona 22–27 cm; masa ciała 45–55 kg (czasami do 85 kg). 

## Systematyka
Rodzaj zdefiniował w 1828 roku niemiecki paleontolog i przyrodnik Johann Jakob Kaup w artykule poświęconym nowym rodzajom opublikowanym na łamach Isis von Oken. Na gatunek typowy Kaup wyznaczył (absolutna tautonimia) krokutę cętkowaną (C. crocuta).

### Etymologia
- Crocuta (Crocotta): gr. κροκωτός krokōtos ‘koloru szafranu’, od κροκος krokos ‘żółty, szafran’; od przeważającego koloru w ubarwieniu sierści krokuty cętkowanej[9].
- Eucrocuta: gr. ευ eu ‘dobry, typowy’; rodzaj Crocuta Kaup, 1828 (krokuta)[3]. Gatunek typowy (oznaczenie monotypowe): Hyäna spelaea Goldfuss, 1823 (= Canis crocuta Erxleben, 1777).

### Ewolucja
Najwcześniejsi przedstawiciele rodzaju Crocuta pojawiają się w zapisie kopalnym Afryki we wczesnym pliocenie, datowanym na około 3-7 milionów lat temu. Jednak członkowie tego rodzaju wkrótce rozproszyli się poza Afrykę, a na podstawie skamieniałości z okresu największego rozszerzenia zasięgu w plejstocenie, rodzaj Crocuta zajmował praktycznie całą Eurazję, a także większość Czarnej Afryki. Nie jest do końca pewne, kiedy powstała współczesna C. crocuta, ale ten gatunek jest niewątpliwie bardzo młody. C. crocuta pojawia się w zapisie kopalnym jakiś czas po 990 000 lat temu, a prawdopodobnie znacznie bliżej teraźniejszości, być może w ciągu ostatnich 250 000 lat. Współczesne krokuty cętkowane można odróżnić od przedstawicieli rodzaju Crocuta występujących w zapisie kopalnym na podstawie wielkości ciała, długości i grubości kończyn, długości i kształtu poszczególnych kości czaszki oraz unikalnych cech zębów policzkowych. 

### Podział systematyczny
Do rodzaju należy jeden występujący współcześnie gatunek: 
- Crocuta crocuta (Erxleben, 1777) – krokuta cętkowana

Opisano również gatunki wymarłe:
- Crocuta colvini (Lydekker, 1884)[12] (Azja; plejstocen)
- Crocuta dietrichi Petter & Howell, 1989[13] (Afryka; pliocen)
- Crocuta eturono Werdelin & Lewis, 2008[14] (Afryka; pliocen)
- Crocuta ultima (Matsumoto, 1915)[15] (Azja; fanerozoik)
- Crocuta ultra Ewer, 1954[16] (Afryka; plejstocen)